# Alexander Sims
Alexander Sims (Londen, 15 maart 1988) is een Britse coureur. In 2008 won hij de McLaren Autosport BRDC Award, de prijs voor het grootste autosporttalent van het Verenigd Koninkrijk.

## Carrière-overzicht
| Seizoen | Klasse                        | Team                                      | Races | Zeges | Poles | Snelste Ronden | Podiums | Punten | Positie |
| ------- | ----------------------------- | ----------------------------------------- | ----- | ----- | ----- | -------------- | ------- | ------ | ------- |
| 2006    | Formule Renault 2.0 UK        | Manor Competition                         | 4     | 0     | 0     | 1              | 1       | 52     | 9       |
| 2007    | Formule Renault 2.0 UK        | Manor Competition                         | 20    | 1     | 0     | 1              | 3       | 272    | 8       |
| 2007    | Formule Renault 2.0 NEC       | Manor Competition                         | 2     | 0     | 0     | 0              | 0       | 16     | 37      |
| 2007    | Formule Renault 2.0 UK Winter | Manor Competition                         | 4     | 0     | 0     | 0              | 0       | 20     | 19      |
| 2007    | Formule Renault 2.0 Frankrijk | Pole Services                             | 9     | 0     | 1     | 0              | 0       | 19     | 15th    |
| 2007    | Formule Renault 2.0 Frankrijk | Manor Competition                         | 9     | 0     | 1     | 0              | 0       | 19     | 15th    |
| 2008    | Formule Renault 2.0 UK        | Manor Competition                         | 20    | 2     | 1     | 3              | 12      | 449    | 2       |
| 2008    | Formule Renault 2.0 WEC       | Manor Competition                         | 2     | 0     | 0     | 0              | 0       | 0      | - *     |
| 2008    | Eurocup Formule Renault 2.0   | SG Formula                                | 2     | 0     | 0     | 0              | 0       | 7      | 19      |
| 2008    | Formula BMW Pacific           | Team Meritus                              | 1     | 0     | 0     | 1              | 0       | 0      | -*      |
| 2009    | Formule 3 Euroseries          | Mücke Motorsport                          | 20    | 1     | 1     | 2              | 5       | 54     | 4       |
| 2009    | International Formula Master  | T.S.P.                                    | 4     | 0     | 0     | 0              | 0       | 0      | -*      |
| 2009    | Grand Prix van Macau          | City of Dreams/Räikkönen Robertson Racing | 1     | 0     | 0     | 0              | 0       | -      | 18      |
| 2010    | Formule 3 Euroseries          | ART Grand Prix                            | 8     | 1     | 0     | 0              | 3       | 28     | 4       |

- * Als gastrijder ontving Sims geen punten in de verschillende kampioenschappen.